# فرانتس يوزيف شتراوس
فرانتس يوزيف شتراوس ((بالألمانية: Franz Josef Strauß)‏ ا[ˈfʁants ˈjɔzɛf ˈʃtʁaʊs]؛ ا 6 أيلول 1915 – 3 تشرين الأول 1988) سياسي ألماني. شغل منصب رئيس الاتحاد الاجتماعي المسيحي في ولاية بافاريا (CSU) منذ عام 1961 وحتى عام 1988، وعضو في الحكومة الاتحادية في مناصب مختلفة بين عامي 1953 و 1969، وكان رئيسًا لوزراء ولاية بافاريا في الفترة من 1978 حتى 1988. يُنسب الفضل إليه أيضًا باعتباره مؤسسًا مشاركًا لشركة إيرباص الأوروبية.
بعد الانتخابات الاتحادية عام 1969 وجد تحالف CDU/CSU بألمانيا الغربية نفسه خارج السلطة للمرة الأولى منذ تأسيس الجمهورية الاتحادية. في هذا الوقت أصبح شتراوس أكثر انشغالاً بالسياسة الإقليمية في بافاريا. حين ذهب ليتنافس على منصب المستشار كمرشح لـ CDU/CSU في عام 1980، بعد أن خسر الانتخابات لم يشغل شتراوس منصباً اتحادياً مرة أخرى لبقية حياته. من عام 1978 وحتى وفاته في عام 1988 كان رئيساً للحكومة البافارية. تميز آخر عقدين من حياته بمنافسة شرسة مع رئيس حزب الاتحاد الديمقراطي المسيحي (CDU) هلموت كول.

## روابط خارجية
- فرانتس يوزيف شتراوس على موقع IMDb (الإنجليزية)
- فرانتس يوزيف شتراوس على موقع الموسوعة البريطانية (الإنجليزية)
- فرانتس يوزيف شتراوس على موقع مونزينجر (الألمانية)
- فرانتس يوزيف شتراوس على موقع ميوزك برينز (الإنجليزية)
- فرانتس يوزيف شتراوس على موقع قاعدة بيانات الأفلام السويدية (السويدية)
- فرانتس يوزيف شتراوس على موقع ديسكوغز (الإنجليزية)
- فرانتس يوزيف شتراوس على موقع قاعدة بيانات الفيلم (الإنجليزية)
- فرانتس يوزيف شتراوس على موقع كينوبويسك (الروسية)